# Парсонс, Нейтан
Не́йтан Дин Па́рсонс (англ. Nathan Dean Parsons; род. 16 июня 1988) — австралийско-американский актёр. Играл роль Итана Ловетта в дневной мыльной опере «Главный госпиталь».

## Биография
Парсонс родился в Аделаиде в Австралии. Его родители — американцы немецко-скандинавского (отец) и англо-франко-чешского (мать) происхождения. С 3-х летнего возраста озвучивал на английский японское аниме. Семья переехала в штат Колорадо, затем в Остин, штат Техас, где Парсонс окончил школу в 2006 году. Затем он переехал в Лос-Анджелес для учёбы в Университете Южной Калифорнии. Окончил университет со степенью бакалавра изобразительных искусств.
Получил известность благодаря ролям в телесериалах «Главный госпиталь», «Настоящая кровь», «Первородные», «Однажды в сказке» и «Розуэлл, Нью-Мексико».

## Фильмография

### Фильмы
| Год  | Название на русском             | Название на английском          | Роль                                 | Примечания      |
| ---- | ------------------------------- | ------------------------------- | ------------------------------------ | --------------- |
| 1991 | Nadia: The Secret of Blue Water | Nadia: The Secret of Blue Water | Жан (английская версия, голос)       |                 |
| 1998 | Леди-дьявол                     | Devil Lady                      | ребёнок (английская версия, голос)   |                 |
| 2002 |                                 | Ô dorobô Jing                   | Ангостура (английская версия, голос) |                 |
| 2007 | Зубы                            | Teeth                           | парень с содовой                     |                 |
| 2009 | Братство 5: Выпускники          | The Brotherhood V: Alumni       | Холден Уильямс                       |                 |
| 2011 | Соседка по комнате              | The Roommate                    | кассир в кофейне                     |                 |
| 2013 | Няня-кошмар                     | The Nightmare Nanny             | Джейк                                | ТВ фильм        |
| 2013 | Твиттер убивает                 | #twitterkills                   | Джастин Тайм                         | Короткометражка |
| 2015 | Дело чести                      | Point of Honor                  | Джон Родс                            | ТВ фильм        |
| 2016 | Питомец                         | Pet                             | Эрик                                 |                 |
| 2016 | Поздний цветок                  | Late Bloomer                    | Шэйн Разерфорд                       | ТВ фильм        |
| 2017 | Правосудие                      | Justice                         | Джеймс Маккорд                       |                 |
| 2020 | Верю в любовь                   | I Still Believe                 | Жан-Люк Ла Жу                        |                 |

### Телесериалы
| Год       | Название на русском             | Название на английском          | Роль                           | Примечания                                                                               |
| --------- | ------------------------------- | ------------------------------- | ------------------------------ | ---------------------------------------------------------------------------------------- |
| 1990—1991 | Nadia: The Secret of Blue Water | Nadia: The Secret of Blue Water | Жан (английская версия, голос) | 39 эпизодов                                                                              |
| 2009—2015 | Главный госпиталь               | General Hospital                | Этан Ловетт                    | Регулярная роль: 30 января 2009 – 7 марта 2012 Гостевая роль: 2–3 апреля 2013, июль 2015 |
| 2011      | Большая Джорджия                | State of Georgia                | Даг                            | Эпизод: "Know When to Fold 'em"                                                          |
| 2012—2013 | Балерины                        | Bunheads                        | Годот                          | 7 эпизодов                                                                               |
| 2014      |                                 | Complete Works                  | Шекспир                        | Эпизод: "The Green-Eyed Monster"                                                         |
| 2014—2018 | Первородные                     | The Originals                   | Джексон Кеннер                 | 21 эпизод                                                                                |
| 2014      | Настоящая кровь                 | True Blood                      | Джеймс Кент                    | Регулярная роль: сезон 7                                                                 |
| 2016      | Роузвуд                         | Rosewood                        | Нип-Так                        | Эпизод: "Tree Toxins & Three Stories"                                                    |
| 2017—2018 | Однажды в сказке                | Once Upon a Time                | Ганзель / Джек / Ник Брэнсон   | 8 эпизодов                                                                               |
| 2019—2022 | Розуэлл, Нью-Мексико            | Roswell, New Mexico             | Макс Эванс                     | Главная роль                                                                             |